# Гретар Стейнссон
Гре́тар Рабн Сте́йнссон (исл. Grétar Rafn Steinsson; 9 января 1982, Сиглюфьордюр, Исландия) — исландский футболист, защитник.

## Клубная карьера
Стейнссон начал карьеру в местном клубе «КС Сиглюфьордюр», после чего выступал за «Акранес». В 2004 году он переехал в Швейцарию, где начал выступать за клуб «Янг Бойз». В 2006 году он перешёл в нидерландский клуб «АЗ Алкмар».
2 июля 2007 года «АЗ Алкмар» объявил, что принял предложение английского «Мидлсбро» о продаже Стейнссона за €3,5 млн. Однако затем руководство нидерландского клуба решило отменить сделку, потребовав у «Мидлсбро» £4 млн. Английский клуб отказался, вместо этого купив у «Чарльтона» Люка Янга.
16 января 2008 года Стейнссон всё-таки перешёл в английский клуб. «Болтон Уондерерс» заплатил за него £3,5 млн. Дебют Стейнссона за «рысаков» состоялся 19 января в матче против «Ньюкасла».
16 августа 2008 года Стейнссон забил свой первый гол за «Болтон» в матче против «Сток Сити». Перед началом сезона 2010/11 Стейнссон получил новый номер на футболку, который изменился с «15» на «2».
21 января 2012 года забил гол в ворота «Ливерпуля» в матче 22-го тура Премьер-лиги, в котором «рысаки» победили «красных» со счётом 3:1.
27 сентября 2013 года объявил о завершении карьеры.

## Карьера в сборной
Стейнссон выступал за сборную Исландии с 2002 по 2012 год. Его дебют за сборную состоялся в марте 2002 года в матче против сборной Бразилии, в котором он вышел на замену и забил гол через 17 минут после выхода на поле. Ранее он выступал за молодёжные сборные Исландии разных уровней.

## Личная жизнь
В 2007 году Гретар женился на Мануэле, Мисс Рейкьявик-2002 и Мисс-Исландии-2002. У пары есть сын Йоханн и дочь Эльма Роус.